# 苏奥穆斯萨尔米
苏奥穆斯萨尔米（芬蘭語：Suomussalmi）是芬兰凯努区的一个市镇。人口9140人（2011年1月31日），面积是5857.59平方公里。

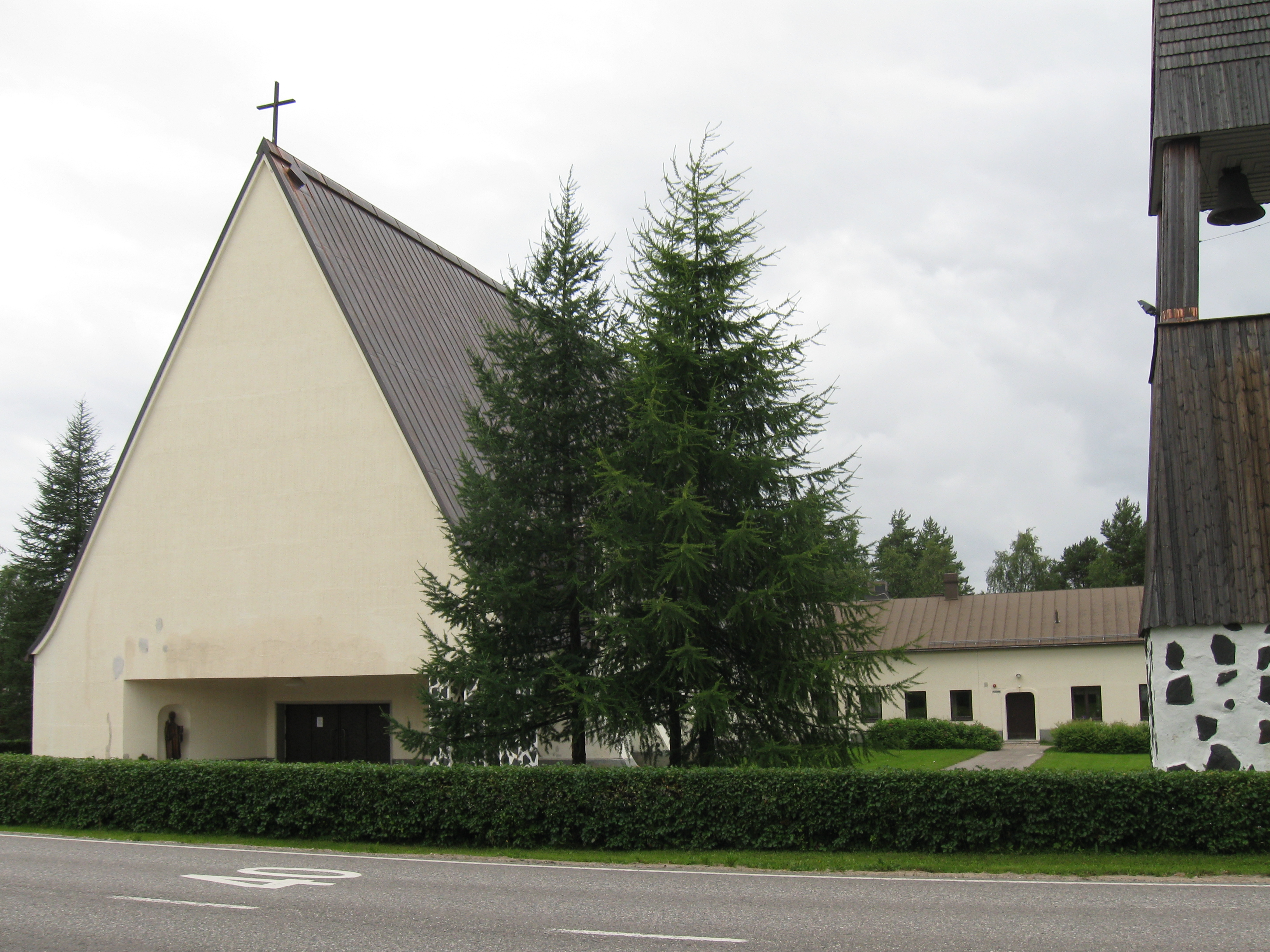
苏奥穆斯萨尔米教堂